# كريس تيريو
كريس تيريو (بالإنجليزية: Chris Terrio)‏ وهو مخرج أفلام وكاتب سيناريو أمريكي ولد في يوم 31 ديسمبر 1976 مقيم في مدينة نيويورك في الولايات المتحدة من أشهر الأفلام التي كتب السيناريو لها هو فلم آرغو في سنة 2012 وألذي فاز فيه بجائزة الأوسكار لأفضل كتابة (سيناريو مقتبس) ورشح أيضاً لنيل جائزة الغولدن غلوب وجائزة الأكاديمية البريطانية لفنون الفيلم والتلفزيون و تيريو هو خريج جامعة هارفارد وجامعة كامبريدج.

## روابط خارجية
- كريس تيريو على موقع IMDb (الإنجليزية)
- كريس تيريو على موقع ألو سيني (الفرنسية)
- كريس تيريو على موقع أول موفي (الإنجليزية)
- كريس تيريو على موقع بوكس أوفيس موجو (الإنجليزية)
- كريس تيريو على موقع قاعدة بيانات الأفلام السويدية (السويدية)
- كريس تيريو على موقع قاعدة بيانات الفيلم (الإنجليزية)
- كريس تيريو على موقع كينوبويسك (الروسية)